# Nash Light Six
La Light Six è un'autovettura prodotta dalla Nash Motors dal 1926 al 1927.

## Storia
Fu introdotta nel maggio del 1926 e successe alla Ajax. Rispetto a quest'ultima, le differenze erano minime: fu infatti eseguito un facelift ed un lieve aggiornamento della meccanica. Le carrozzerie disponibili erano berlina quattro porte e coupé due porte. Rispetto alla Ajax, nel 1926, la Light Six vendette il 60% in più. Nel 1927 le linee della carrozzeria vennero rese più morbide.
Il modello aveva installato un motore a sei cilindri in linea da 4.079 cm³ di cilindrata avente un alesaggio di 82,6 mm e una corsa di 127 mm, che erogava 60 CV di potenza. La frizione era monodisco a secco, mentre il cambio era a tre rapporti. La trazione era posteriore. I freni erano meccanici sulle quattro ruote. 